# Club Tropicana
«Club Tropicana» es una canción del dúo británico Wham!, Lanzada en 1983 en Innervision Records. Fue escrita por George Michael y Andrew Ridgeley.
La canción era una salida suave los sencillos anteriores de Wham!, que habían sido motivados por cuestiones sociales o políticas. "Club Tropicana", sin embargo, es una sátira del auge de los viajes pagados baratos para jóvenes, personas solteras de carácter hedonista. Se observó específicamente en el Reino Unido como un golpe al muy popular régimen del Club 18-30 y a la bebida de frutas Tropicana.
Un vídeo memorable fue hecho en Pikes Hotel en Ibiza, con escenas de George y Andrew en la playa, haciéndoles ojos a las chicas en bikini que son las cantantes de música que aparecen son Dee C. Lee y Holliman Shirlie. Ellos también se les ve por una relajante piscina y disfrute de la vida para promover la nueva gama de cockteles Tropicana Tropicals, junto con la famosa escena de la trompeta que se toca donde tiene lugar en la propia piscina. Un giro en la tensión sexual entre los dos hombres y dos mujeres fue revelado al final, cuando resultó que George y Andrew eran pilotos de avión y Dee y Shirlie eran las azafatas.
La canción fue lanzada en julio de 1983 y alcanzó el puesto # 4 en el Reino Unido, convirtiéndose en 39no sencillo más vendido de 1983. Fue el cuarto y último sencillo desprendido del álbum Fantastic. Wham! pasó a dominar las listas británicas, alcanzando cuatro sencillos # 1 antes de partir en su apogeo en 1986.

## Lado B
La cara B, "Blue (Armed)", es una canción semi instrumental dub de mayor calidad de lo que en general se prevé para ese lado B, y no habría estado fuera de lugar en Fantastic. Durante su gira "Club Fantastic" a finales de 1983 y en 1985 en China, Wham tocó la canción en vivo, con versos cantados, y el resultado se lanzó como "Blue (Armed with Love)" en su LP de 1986, Music from the Edge of Heaven así como el lado B del sencillo lanzado en 1986, "Last Christmas".

## Lista de canciones

### 7": Innervision / A 3613 (UK)
1. "Club Tropicana" – 4:14
2. "Blue (Armed)" – 3:50

### 12": Innervision / TA 3613 (UK)
1. "Club Tropicana" – 4:14
2. "Blue" – 3:50
3. "Club Tropicana [Instrumental]" – 3:32

## Lista de posiciones
| Lista (1983)             | Mejor position |
| ------------------------ | -------------- |
| Australian singles chart | 60             |
| Dutch Top 40             | 8              |
| Norwegian singles chart  | 10             |
| UK Singles Chart         | 4              |